# Colletotrichum nymphaeae
Colletotrichum nymphaeae är en svampart som först beskrevs av Giovanni Passerini, och fick sitt nu gällande namn av Aa 1978. Colletotrichum nymphaeae ingår i släktet Colletotrichum och familjen Glomerellaceae.   Inga underarter finns listade i Catalogue of Life.